# Manasse (tribù)

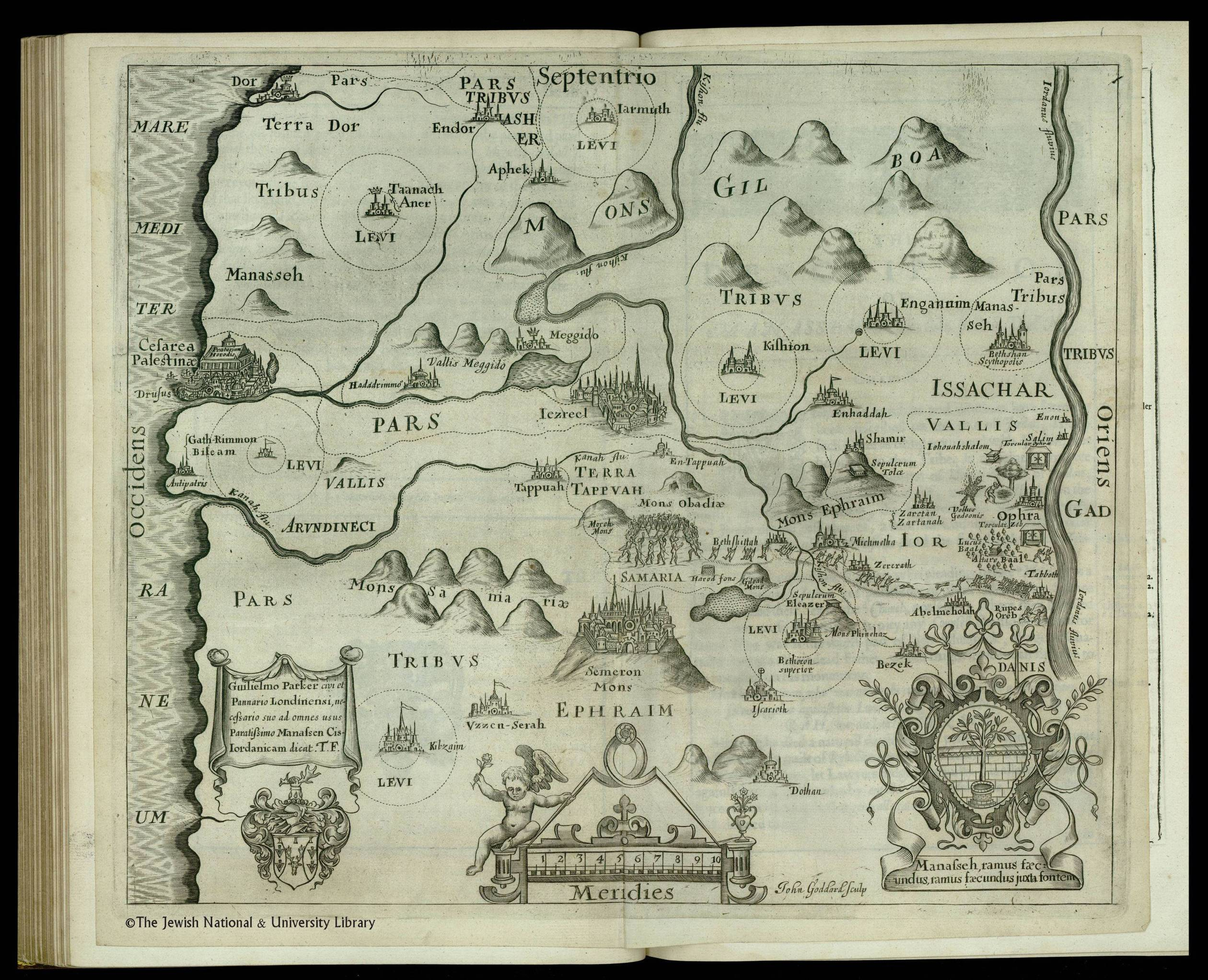
Mappa della Tribù di Manasse (1650)

La Tribù di Manasse è una delle dodici tribù di Israele, discendente dall'omonimo patriarca.
La tribù di Manasse fece parte della confederazione del Nord, ed era talmente numerosa che si dovette dividere in due, stanziandosi in parti diverse e distanti della Terra promessa. La tribù di Manasse fa parte di quella porzione del popolo ebraico che si allontanò da Dio.
Col tempo, dal concetto di "tribù perduta", cioè allontanata da Dio, si passò a quello di "tribù scomparsa", cioè dispersa tra gli altri popoli della terra. Nonostante questo, dato il forte senso di comunità che caratterizza il popolo ebraico, si è portati a pensare che queste tribù, sebbene perdute, potessero essere riconosciute e ritrovate, cioè riconciliate con Giuda, l'unica tribù sopravvissuta.

## Testo biblico
Secondo la cronaca biblica, la tribù di Manasse faceva parte di una libera confederazione di tribù israelite da dopo la conquista della terra da parte di Giosuè fino alla formazione del primo Regno d'Israele nel 1050 a.C. Non esisteva alcun governo centrale e in tempi di crisi il popolo era guidato da leader noti come Giudici (vedi Libro dei Giudici). Con la crescita della minaccia delle incursioni filistee, le tribù israelite decisero di formare una forte monarchia centralizzata per affrontare la sfida, e la tribù di Manasse si unì al nuovo regno con Saul come primo re. Dopo la morte di Saul, tutte le tribù tranne Giuda rimase fedele alla casa di Saul, ma dopo la morte di Is-Bosceth, figlio di Saul che gli successe al trono d'Israele, la tribù di Manasse si unì alle altre tribù israelite settentrionali nel fare di Davide , re di Giuda, il re di un regno riunito. Regno d'Israele. Tuttavia, in occasione dell'ascesa al trono di Roboamo, nipote di Davide, nel 930 a.C. le tribù settentrionali si separarono dalla Casa di Davide e dalla tribù di Saul, Beniamino per riformare Israele come Regno del Nord. Manasse era un membro del Regno del Nord fino a quando il regno non fu conquistato dall'Assiria nel 723 a.C. e la popolazione deportata.
Da quel momento, la tribù di Manasse è stata annoverata come una delle dieci tribù perdute d'Israele.

## Territorio
La Bibbia riporta che dopo il completamento della conquista di Canaan da parte delle tribù israelite, Giosuè assegnò la terra tra le dodici tribù. Secondo lo studioso biblico Kenneth Kitchen, questa conquista dovrebbe essere datata leggermente dopo il 1200 a.C. Alcuni studiosi moderni sostengono che la conquista di Giosuè, come descritta nel Libro di Giosuè, non sia mai avvenuta. “Oltre al rifiuto del modello di 'conquista' albrightiano, il consenso generale tra gli studiosi del Vecchio Testamento è che il Libro di Giosuè non ha alcun valore nella ricostruzione storica. Vedono il libro come una retroiezione ideologica di un periodo successivo, o già durante il regno di Giosia o fino al periodo asmoneo”. "È doveroso chiederci, nonostante il fatto che il consenso schiacciante degli studiosi moderni sia che Giosuè sia una pia finzione composta dalla scuola deuteronomistica, come e come ha affrontato la comunità ebraica queste narrazioni fondamentali, sature come sono con atti di violenza contro altri?" "Gli ultimi decenni, ad esempio, hanno visto una notevole rivalutazione delle prove riguardanti la conquista della terra di Canaan da parte di Giosuè. Man mano che sono stati scavati più siti, c'è stato un crescente consenso sul fatto che la storia principale di Giosuè, quella di una rapida e completa conquista (es. Giosuè 11,23: "Così Giosuè conquistò l'intero paese, proprio come il Signore aveva promesso a Mosè") è contraddetta dalla documentazione archeologica, sebbene ci siano indicazioni di qualche distruzione al momento opportuno.
Al suo apice, il territorio occupato da Manasse attraversava il fiume Giordano, formando due "mezze tribù", una per lato; la mezza tribù orientale era, secondo la maggior parte dei resoconti, quasi interamente discontinua con la mezza tribù occidentale, toccando solo leggermente un angolo: il sud-ovest di Manasse orientale e il nord-est di Manasse occidentale.
Manasse occidentale occupò la terra all'immediato nord di Efraim, quindi appena a nord del centro di Canaan occidentale, tra il Giordano e la costa, con l'angolo nord-ovest al monte Carmelo, e confinava a nord con le tribù Aser e Issacar. Manasse orientale era il gruppo israelita più settentrionale a est del Giordano fino all'assedio di Lais più a nord da parte della tribù di Dan; altre tribù vicine erano Gad a sud e Neftali e Issacar a ovest. Manasse orientale occupò la terra dal Mahanaim a sud fino al monte Hermonnel nord, e comprendendo al suo interno l'intero Basan. Questi territori abbondavano d'acqua, merce preziosa in Canaan, costituendo così una delle parti più preziose del paese; inoltre, la situazione geografica di Manasse gli consentiva di difendere due importanti passi di montagna: Esdraelon a ovest del Giordano e Hauran a est.
Nel 732 a.C., Pekah, re d' Israele (Samaria) si alleò con Rezin, re di Aram, e minacciò Gerusalemme. Acaz, re di Giuda, chiese aiuto a Tiglat-Pileser III, re d' Assiria. Dopo aver ricevuto tributi da Acaz, Tiglat-Pileser saccheggiò Damasco e Israele, annettendo Aram e il territorio a est del Giordano (tribù di Ruben, Gad e Manasse orientale in Galaad), compresi gli avamposti desertici di Jetur, Naphish e Nodab. La popolazione di questi territori fu presa prigioniera e reinsediata in Assiria, nella regione del sistema del fiume Khabur. (3Re 16,9 e 15,29) Il ridotto regno di Israele fu nuovamente invaso dall'Assiria nel 723 a.C. e il resto della popolazione fu deportato.
La gola fluviale, naḥal Ḳanah (Giosuè 17:9), divideva il territorio di Efraim a sud dal territorio di Manasse a nord. Il moderno insediamento israeliano di Karnei Shomron è costruito vicino a questa gola, che corre in direzione est-ovest. 

## Diaspora
Nel 2006 sono stati "scoperti" i presunti discendenti della tribù di Manasse, gli Bnei Menashe, in India. La tribù conta circa 7.000 membri e abita una zona montuosa del nord-est del Mizoram. Il Mizoram è uno Stato a prevalenza cristiana, mentre la maggior parte della popolazione del Manipur è indù. All'inizio del XX secolo, i membri della tribù si erano convertiti al cristianesimo.
Nel 2006 i rabbini sefarditi inviati da Israele hanno seguito la conversione dei tribali e li hanno dichiarati "discendenti di ebrei". La maggioranza della popolazione non conosce la lingua ebraica, ma i riti che officiano sono stati giudicati analoghi a quelli praticati in Israele.
Dopo 27 secoli son pronti per essere accolti in Eretz Yisrael, nonostante le proteste – anche a livello diplomatico – di Nuova Delhi, che ha chiesto ufficialmente al governo israeliano di cessare le attività di proselitismo sul proprio suolo.